# Ревносний (есмінець, 1941)
«Ревносний» (рос. «Ревностный») — військовий корабель, ескадрений міноносець типу 7 військово-морського флоту СРСР за часів Другої світової війни.
Есмінець «Ревносний» 23 серпня 1936 року закладений на верфі заводу № 198 ім. Андре Марті в Миколаєві, як есмінець «Проворний». 17 вересня 1937 року перезакладений на заводі № 199 у Комсомольську-на-Амурі, 22 травня 1941 року спущений на воду, а 14 грудня 1941 року введений до складу радянського Тихоокеанського флоту.

## Бойовий шлях

### 1941
Наказом НКВМФ № 00192 від 18 червня 1942 року через нагальну потребу посилення Північного флоту зі складу Тихоокеанського були виділені лідер «Баку», ескадрені міноносці «Розумний», «Роз'ярений» і «Ревносний», які повинні були зробити перехід Північним морським шляхом у навігацію 1942 року. У процесі підготовки до переходу усі кораблі пройшли гарантійний ремонт, де на них змонтували на корпусах пояси льодового захисту, так звані «шуби» — широкі пояси з дерев'яних брусів та дощок, котрі оббивали зверху покрівельним залізом.
До 5 липня підготовка групи кораблів, що отримала назву 18-та Експедиція особливого призначення (18 ЕОН), була завершена, розпочали підготовчі заходи до переходу бойових кораблів з Владивостока до Кольської затоки. Перехід 18 ЕОН мав відбутися в три етапи:
- 1-й: Владивосток — бухта Провидіння (2877 миль);
- 2-й: бухта Провидіння — бухта Тіксі (2955 миль);
- 3-й: бухта Тіксі — Полярний (1295 миль).

15 липня 1942 року 18 ЕОН вийшов з Владивостока. Однак, через 3 дні есмінець «Ревносний» зіткнувся з пароплавом «Терней», пошкодження були настільки значними, що його довелося відбуксирувати і залишити в Совєтській Гавані.
У серпні 1945 року після початку бойових дій проти Японської імперії активної участі у боях не брав. Есмінець охороняв внутрішні комунікації, супроводжував транспорти, забезпечував доставку підкріплень десанту в Маока (нині Холмськ) на Сахаліні. Бойових ушкоджень і втрат есмінець не мав.
З 30 листопада 1951 по 26 грудня 1952 року пройшов капітальний ремонт. 18 квітня 1958 року виведений з бойового складу, переформований в судно-ціль ЦЛ-37, а 19 січня 1959 року — в навчально-тренувальну станцію УТС-88. 28 лютого 1961 виключений зі списків плавзасобів флоту і переданий для оброблення на метал.